# Van Canto
Van Canto es una banda alemana de metal a cappella. Está compuesta por cinco vocalistas y un baterista. En el año 2006 la banda publicó su primer álbum: A Storm to Come a través del sello General Schallplatten. Este trabajo contiene siete canciones originales además de las versiones de la canción "Battery" de la banda estadounidense de thrash metal Metallica y “Stora Rövardansen” de la película Ronja Rövardotter. Además se grabó un video para la canción "The Mission" que también se incluye en el disco.
El 30 de septiembre de 2007, la banda anunció a su nuevo baterista, Bastian.
El 26 de septiembre de 2008 salió a la venta el segundo álbum de la banda, titulado Hero, el cual contiene 10 temas, seis de ellos son versiones de bandas como Manowar, Blind Guardian, Nightwish, Iron Maiden, Deep Purple y Angra.
El 21 de septiembre de 2010 se anunció que la banda usaría una de sus canciones en el famoso juego de MMORPG Runes of Magic.
El 14 de agosto de 2017,la banda anunció en su página oficial el abandono de Dennis Shunke "Sly" de la banda.
El 18 de agosto de 2017,la banda anunció en su página oficial el reemplazo de "Sly" por Hagen alias "Hagel" como vocalista principal.

## Formación

### Miembros actuales
- Hagen Hirschmann (Hagel) - Voces
- Inga Scharf - Voces
- Stefan Schmidt - Voces "rakkatakka" bajas, voces wahwah para los solos de guitarra
- Ross Thompson - Voces "rakkatakka" altas
- Jan Moritz - Voces "dandan" bajas
- Ingo Sterzinger (Ike) - Voces "dandan" bajas
- Bastian Emig - Batería

### Miembros antiguos
- Dennis Schunke (Sly) - Voces (2007-2017)
- Dennis Strillinger (2006–2007) - Batería

## Discografía

### Álbumes
- 2006: A Storm to Come
- 2008: Hero
- 2010: Tribe of Force
- 2011: Break the Silence
- 2014: Dawn of the Brave
- 2016: Voices of Fire
- 2018: Trust in Rust
- 2021: To the Power of Eight

### Recopilatorios
- 2011: Metal A Capella

## Videoclips
- 2006: The Mission
- 2006: Battery
- 2008: Speed Of Light
- 2008: Wishmaster
- 2010: Kings of Metal
- 2010: Lost Forever
- 2010: Last Night Of The Kings
- 2010: Rebellion
- 2010: Magic Taborea
- 2011: The Seller of Souls
- 2011: Primo Victoria
- 2012: If I Die In Battle
- 2014: Badaboom
- 2014: Into The West
- 2016: The Bardcall
- 2019: Melody
- 2019: Neverland
- 2022: Faith Focus Finish
- 2022: Falling Down
- 2022: Dead By The Night
- 2022: Turn Back Time